# Shinji Hosoe
Shinji Hosoe (細江慎治 Hosoe Shinji?, nacido el 28 de febrero de 1967), también conocido como MEGATEN y SamplingMasters MEGA, es un músico japonés y compositor de música para videojuegos, famoso por haber orquestado a juegos como Ridge Racer, Keyboardmania 3rd mix y a muchos otros juegos arcade de Namco de a principios de los 90s. También compuso la música del juego Xenosaga Episode II: Jenseits von Gut und Böse. Fue asistido por Yuki Kajiura en el proyecto, sin embargo no trabajo en la secuela  Xenosaga Episode III: Also sprach Zarathustra. También dirige la compañía de MVG Super Sweep Records, junto con su colaborador de muchos años  Ayako Saso. Fue miembro de la  "Oriental Magnetic Yellow" (OMY), una banda que parodiaba al grupo de música electrónica Yellow Magic Orchestra (YMO), haciendo versiones parodiadas de su música.

## Discografía
- 1987 - Dragon Spirit
- 1987 - Final Lap
- 1987 - Quester
- 1988 - Assault - con Kazuo Noguchi
- 1988 - Metal Hawk - con Kazuo Noguchi
- 1988 - Ordyne
- 1989 - Dirtfox
- 1990 - Final Lap 2
- 1990 - Pistol-Shogun - Pistol Daimyo no Bouken - con Seiichi Sakurai y Yoshie Takayanagi
- 1990 - Dragon Saber
- 1990 - Galaxian³: Project Dragoon - con Ayako Saso y Takayuki Aihara
- 1991 - StarBlade
- 1992 - Fighter & Attacker - with Takayuki Aihara
- 1993 - Ridge Racer - con Ayako Saso y Nobuyoshi Sano
- 1994 - Ridge Racer 2 - con Ayako Saso, Nobuyoshi Sano y Takayuki Aihara
- 1994 - Galaxian³: Project Dragoon (Theater 6 versión) - y Ayako Saso
- 1994 - Attack Of The Zolgear - con Ayako Saso, Nobuyoshi Sano y Hiroto Sasaki
- 1994 - Cyber Sled
- 1995 - Tekken - Arreglos musicales para la versión de PlayStation, con Namco Sound Team, Orquestación original de Yoshie Arakawa y Yoshie Takayanagi.
- 1995 - Rave Racer - con Ayako Saso, Nobuyoshi Sano y Takayuki Aihara
- 1995 - Cyber Cycles - con Ayako Saso, Yuri Misumi, Nobuyoshi Sano y Takayuki Aihara
- 1995 - Xevious 3D/G - con Ayako Saso, Nobuyoshi Sano y Hiroto Sasaki
- 1996 - Street Fighter EX - con Ayako Saso y Takayuki Aihara
- 1997 - Bushido Blade – con Ayako Saso y Takayuki Aihara
- 1998 - Fighting Layer Solo los efectos de sonido, música compuesta por Ayako Saso y Takayuki Aihara
- 1998 - Street Fighter EX2 - con Ayako Saso y Takayuki Aihara
- 1998 - Tetris: The Grand Master - con Ayako Saso
- 1999 - iS: internal section - con Ayako Saso
- 1999 - Custom Robo - con Ayako Saso y Yasuhisa Watanabe
- Custom Robo V2 (2000) - con Ayako Saso, Yasuhisa Watanabe y Yousuke Yasui
- Street Fighter EX3 (2000) - con Ayako Saso, Takayuki Aihara y Yasuhisa Watanabe
- Technictix (2001) – con Ayako Saso, Takayuki Aihara, Yasuhisa Watanabe, Yousuke Yasui y Hiroto Saitoh
- Driving Emotion Type-S (2001) – con Ayako Saso y Takayuki Aihara
- Technic Beat (2002) – con Ayako Saso, Hiroto Saitoh, Yousuke Yasui, Nakayama Raiden y Takayuki Aihara
- Custom Robo GX (2002) - con Ayako Saso y Yasuhisa Watanabe
- The Naruto: Clash of Ninja series
- Megaman Network Transmission (2003) - con Ayako Saso y Yousuke Yasui
- Xenosaga Episode II: Jenseits von Gut und Böse (2004) – con Yuki Kajiura
- Mushihime-sama (2004) – con Hitoshi Sakimoto, Masaharu Iwata, y Manabu Namiki
- Ibara (2005)
- Under Defeat (2005)
- Zatch Bell! Mamodo Battles (2005) – con Ayako Saso, Yousuke Yasui, Masashi Yano, Norihiro Furukara y Takayuki Aihara
- Monster Kingdom: Jewel Summoner (2006) – con Kenji Itō, Yasunori Mitsuda, Hitoshi Sakimoto, y Yōko Shimomura
- Super Dragon Ball Z (2006)
- Folklore (2007) – con Kenji Kawai, Ayako Saso y Hiroto Saitoh
- DJMax Portable Black Square (2008) - con varios compositores
- Let's Tap (2008) - con varios compositores
- Impetuth (2008) - con Shoichiro Sakamoto
- Tekken 6 (2009) - con varios compositores
- 999: Nine Hours, Nine Persons, Nine Doors (2009)
- Fate/Extra (2010) - Banda sonora original
- DJMax Portable 3 (2010) - con varios compositores
- DJMax Technika 3 (2011) - con varios compositores
- DJMax Technika Tune (2012) - con varios compositores
- Zero Escape: Virtue's Last Reward (2012)
- GingaForce: Dubious Dealer - Chapter4 (2013)

### Otros trabajos
- Oriental Magnetic Yellow (6 álbumes, 1994–2001) - Tributo a la banda Yellow Magic Orchestra, con Nobuyoshi Sano, Takayuki Aihara y Hiroto Sasaki.
- Manikyua-Dan (1993–1998) -  banda electro-pop formada con el vocalista Ikuko Ebata, con Ayako Saso, Hiroto Sasaki y Nobuyoshi Sano.
- Sampling Masters (4 álbumes, 1996–2001) - compilación de música techno, con Ayako Saso, Nobuyoshi Sano y Takayuki Airaha
- Nanosweep (13 álbumes, 2004–presente) - miniálbumes  que contienen música techno compuesta por el personal de Super Sweep y nanosounds.
- Hatsune Miku - Mugen no Yami-echo of the past (2009), Cubierta de Vocaloid con un videoclip con ilustraciones del grupo Clamp, canción original de haru*nya y compuesta por Shinji Hosoe.
- MEAT OR DIE - serie animada - Diseño de sonido.